# Kevin Vennemann
Kevin Vennemann (* 1977, Dorsten, Westfalia) es un escritor alemán y uno de los autores jóvenes más valorados y reconocidos en su país. Además de la novela Cerca de Jedenew, editada por la prestigiosa Editorial Suhrkamp en 2005, ha publicado el libro de relatos Wolfskinderringe (Tropen Verlag, 2002) y la novela Mara Kogoj (Suhrkamp, 2007). Ha recibido numerosos premios en Alemania y Austria, como el Schreiben zwischen der Kulturen 2003, el GWK Förderpreis 2006 y el Heimrad-Bäcker 2007. En la actualidad es escritor invitado de la Fundación Villa Aurora, en Los Ángeles (California). Su obra, afín a la de W. G. Sebald o Thomas Bernhard, desarrolla una exploración crítica y minuciosa de la historia alemana reciente.

## Biografía
Vennemann estudió germanística, inglés, judaísmo e historia en Colonia, Innsbruck, Berlín y Viena. En 2002 debutó con el cuento "Wolfskinderringe" en la Editorial Tropen.

## Obras

### Literatura
- „Und so war die Sache mit dem Kornfeld“, Erzählung, in: Michael Zöllner, Leander Scholz (Hg.): Akte Ex, Reinbek 2000
- „Am Kirschblütenbaum“, Erzählung, in: BELLA triste Nr. 4, Hildesheim, Herbst 2002
- „Wolfskinderringe“, Erzählungen, Köln 2002
- „Verstecken“, Erzählung, in: Susann Rehlein (Hg.): Alles Lametta, München 2002/2003;
- „Nahe Jegwenew (Prolog)“, Romanauszug, in: Edit Nr. 36, Leipzig, 2004
- „Nahe Jedenew“, Roman, Frankfurt am Main 2005
- „Dass Sturmhard Kubel“, Erzählung. In: Jörn Morisse, Stefan Rehberger (Hg.): Driving home for Christmas, Frankfurt am Main 2006
- „Mara Kogoj“, Roman. Frankfurt am Main 2007

### Ensayos de Kevin Vennemann
- „Die Ordnung des Schnees. Geographien.“ Über Andreas Münzners Roman Die Höhe der Alpen, in: Wespennest 141, Dezember 2005
- „Else Lasker-Schüler: Ich und Ich. Werke und Briefe“, in: Wespennest 133, Dezember 2003
- „Andrea Krauß: Zerbrechende Tradierung“, in: Wespennest 133, Dezember 2003
- „Achtzig Millionen Freunde müsst ihr sein. Über Nationalwahn und Zwangskollektivismus im Vorfeld einer deutschen Fußball-WM“ (mit Sebastian Bischoff), in: Ballesterer FM, Heft 21, Sommer 2006

## Traducciones al español
- Cerca de Jedenew. Editorial Pre-Textos. 2008.
- Mara Kogoj. Editorial Pre-Textos. 2012.

## Premios
- 2003 Preis für muttersprachlich deutschsprachige Autoren des Integrationsfonds der Stadt Wien und des Vereins Exil
- 2004 Klagenfurter Literaturkurs
- 2006 Aufenthaltsstipendium der Insel Hombroich
- 2006 Aufenthaltsstipendium Slowenien der Stiftung Brandenburger Tor
- 2006 GWK Förderpreis Literatur
- 2007 Förderpreis zum Heimrad-Bäcker-Preis

## Entrevistas con Kevin Vennemann
- „Zu wissen, wofür“, Interview von Ilka Schröder, Sebastian Bischoff und Hartmut Burggrabe, in: konkret (Zeitschrift) Nr. 06/2006
- „sick of standing with my hands in my pockets“, Interview von Katrin Zimmermann, in: BELLA triste Nr. 15, 2006
- „Von Deutschland nach Ljubljana. Der junge Schriftsteller Kevin Vennemann interessiert sich für die Geschichte Osteuropas“, Interview von Stephanie von Oppen, Deutschlandradio Kultur, Radiofeuilleton Profil, 8. November 2006